# Isidro Más de Ayala
Isidro Más de Ayala (Montevideo, 1899 - Ib., 1960) fue un escritor, psiquiatra y profesor uruguayo.

## Biografía
Egresó como doctor en medicina de la Facultad de Medicina de la Universidad de la República y se especializó en psiquiatría.
Ocupó los cargos de jefe de clínica psiquiátrica en la Facultad, inspector general de psicópatas, profesor de psiquiatría, director de la Colonia de Asistencia Psiquiátrica Dr. Bernardo Etchepare y presidente de la Sociedad de Psiquiatría de Uruguay. Escribió gran cantidad de artículos sobre temas de su especialidad y libros como Infancia, adolescencia, juventud, Por qué se enloquece la gente y Psiquis y soma.
En 1930 obtuvo el premio Soca de la Facultad de Medicina con un estudio realizado en la Colonia Etchepare con 230 pacientes y titulado Estudio Clínico sobre la fiebre recurrente española experimental.
Fue profesor de enseñanza secundaria durante varios años y escribió textos de estudio como Elementos de biología, Nociones de física y Lecciones de química inorgánica.
Su primera obra de ficción fue Cuadros del hospital, publicado en 1926. Es una serie de relatos de tema hospitalario que ya habían sido publicados por el suplemento Dominical de El Día, con el que colaboró varios años. También mantenía la columna humorística La Torre del vigía en El Plata, que firmaba como Fidel González o Zoilo Camargo. En Leer es partir un poco (1954) recopiló varias de esas columnas, en particular las referidas a un viaje que realizó por Europa. Su narrativa y sus crónicas se caracterizan por el humor y el costumbrismo.
Su libro Y por el sur del Río de la Plata (Palacio del Libro, 1958) era el primero de una trilogía que no alcanzó a completar, al fallecer en 1960. Con esa serie tenía planeado un relevamiento de los tipos humanos y físicos de todo Uruguay.

## Obras
Médicas
- Infancia, adolescencia, juventud (A. Monteverde y Cia, 1940)
- Por qué se enloquece la gente (1944)
- Psiquis y soma (1947)

Ficción, crónica, humor
- Cuadros del hospital (1926, cuentos)
- El loco que yo maté (Palacio del Libro, 1941)
- El inimitable Fidel González (Palacio del Libro, 1947)
- Leer es partir un poco (A. Monteverde y Cia, 1954)
- Montevideo y su cerro (Gleizer, 1956. Reimpreso en 1960)
- Y por el sur del Río de la Plata (Palacio del Libro, 1958)